# San Antonio Iguanas
Die San Antonio Iguanas waren eine US-amerikanische Eishockeymannschaft aus San Antonio, Texas. Das Team spielte von 1994 bis 1997 und von 1998 bis 2002 in der Central Hockey League.

## Geschichte
Das Team wurden 1994 als Franchise der Central Hockey League gegründet. In ihren ersten beiden Spielzeiten erreichten sie jeweils das Finale um den Miron Cup, in dem sie Wichita Thunder und den Oklahoma City Blazers unterlagen. An diese beiden erfolgreichen Jahre konnte die Mannschaft in den folgenden Spielzeiten nicht mehr anschließen. Nach dem letzten Platz in der Western Division und dem Verpassen der Playoffs in der Saison 1996/97 spielte das Team ein Jahr lang nicht in der CHL, ehe es von 1999 bis 2002 nie über die zweite Playoff-Runde hinauskam. Im Anschluss an die Saison 2001/02 lösten die Verantwortlichen die San Antonio Iguanas auf und stellten den Spielbetrieb ein. Einer der Gründe war das Fehlen von Sponsoren durch die Gründung der San Antonio Rampage aus der American Hockey League.

## Saisonstatistik
Abkürzungen: GP = Spiele, W = Siege, L = Niederlagen, T = Unentschieden, OTL = Niederlagen nach Overtime SOL = Niederlagen nach Shootout, Pts = Punkte, GF = Erzielte Tore, GA = Gegentore, PIM = Strafminuten
| Saison  | GP | W  | L  | T | OTL | SOL | Pts | GF  | GA  | Platz         | Playoffs                        |
| 1994/95 | 66 | 37 | 22 | 7 | —   | —   | 81  | 336 | 281 | 2., CHL       | Niederlage im Finale            |
| 1995/96 | 64 | 39 | 17 | 8 | —   | —   | 86  | 313 | 240 | 2., CHL       | Niederlage im Finale            |
| 1996/97 | 66 | 26 | 36 | 4 | —   | —   | 56  | 261 | 326 | 5., Western   | nicht qualifiziert              |
| 1998/99 | 70 | 37 | 26 | — | 7   | —   | 81  | 286 | 283 | 2., Western   | Niederlage in der zweiten Runde |
| 1999/00 | 70 | 33 | 32 | — | 5   | —   | 71  | 229 | 263 | 6., Western   | nicht qualifiziert              |
| 2000/01 | 70 | 42 | 21 | — | 7   | —   | 91  | 288 | 229 | 2., Western   | Niederlage in der zweiten Runde |
| 2001/02 | 64 | 40 | 16 | — | 8   | —   | 88  | 243 | 183 | 2., Southeast | Niederlage in der ersten Runde  |

## Bekannte Spieler
- Craig Coxe (stand in 240 Spielen für die Vancouver Canucks, Calgary Flames, St. Louis Blues und San Jose Sharks in der National Hockey League auf dem Eis)

## Team-Rekorde

### Karriererekorde
Spiele: 292  Brian Shantz
Tore: 186  Paul Jackson
Assists: 329  Brian Shantz
Punkte: 489  Brian Shantz
Strafminuten: 1065  Paul Jackson